# Io sono nato libero
Io sono nato libero è il terzo album in studio del gruppo musicale italiano Banco del Mutuo Soccorso, pubblicato nel dicembre 1973.
Nel giugno del 2015 la rivista Rolling Stone ha collocato l'album alla trentacinquesima posizione dei 50 migliori album progressive di tutti i tempi.

## Tracce
Lato A
1. Canto nomade per un prigioniero politico – 15:43 (testo: Francesco Di Giacomo e Vittorio Nocenzi – musica: Vittorio Nocenzi; edizioni musicali Wiz Music, Pegaso)
2. Non mi rompete – 5:03 (testo: Francesco Di Giacomo, Vittorio Nocenzi e Marva Jan Marrow – musica: Vittorio Nocenzi; edizioni musicali Wiz Music, Pegaso)

Durata totale: 20:46
Lato B
1. La città sottile – 7:10 (testo: Vittorio Nocenzi – musica: Gianni Nocenzi; edizioni musicali Wiz Music, Pegaso)
2. Dopo...niente è più lo stesso – 9:54 (testo: Francesco Di Giacomo e Vittorio Nocenzi – musica: Vittorio Nocenzi; edizioni musicali Wiz Music, Pegaso)
3. Traccia II – 2:39 (musica: Vittorio Nocenzi; edizioni musicali Wiz Music, Pegaso) – Brano strumentale

Durata totale: 19:43

## Formazione
Gruppo
- Francesco Di Giacomo - voce
- Vittorio Nocenzi - organo Hammond, sintetizzatore, spinetta
- Gianni Nocenzi - pianoforte
- Marcello Todaro - chitarra elettrica, chitarra acustica
- Renato D'Angelo - basso, chitarra acustica
- Pierluigi Calderoni - batteria, percussioni

Altri musicisti
- Rodolfo Maltese - chitarra acustica, chitarra elettrica
- Silvana Aliotta - percussioni
- Bruno Perosa - percussioni
- Gaetano Ria - fonico
- Gaetano Ria e Alessandro Colombini - mix[3]

## Classifiche
Album
| Anno | Classifica              | Posizione raggiunta |
| ---- | ----------------------- | ------------------- |
| 1974 | Hit parade Italia Album | 11                  |